# Monica Niculescu
Monica Niculescu (Slatina, Rumania, 25 de septiembre de 1987) es una tenista profesional rumana.
Ha ganado tres títulos en individuales y doce títulos en dobles en el circuito de la WTA, 20 torneos de la ITF en categoría individual y 22 en categoría de dobles.

## Torneos de Grand Slam

### Dobles

#### Finalista (1)
| Año  | Campeonato | Pareja         | Oponentes en la final            | Resultado |
| 2017 | Wimbledon  | Hao-Ching Chan | Ekaterina Makarova Elena Vesnina | 0-6, 0-6  |

## Títulos WTA (15; 3+12)

### Individual (3)
| Leyenda                                        |
| ---------------------------------------------- |
| Grand Slam (0)                                 |
| Juegos Olímpicos (0)                           |
| WTA Finals (0)                                 |
| WTA Elite Trophy (0)                           |
| Tier I, P. Mandatory & Premier 5, WTA 1000 (0) |
| Tier II, Premier, WTA 500 (0)                  |
| Tier III & IV, International, WTA 250 (3)      |

| N.º | Fecha                    | Torneo        | Superficie | Oponente en la final | Resultado     |
| --- | ------------------------ | ------------- | ---------- | -------------------- | ------------- |
| 1.  | 2 de marzo de 2013       | Florianópolis | Dura       | Olga Puchkova        | 6-2, 4-6, 6-4 |
| 2.  | 20 de septiembre de 2014 | Guangzhou     | Dura       | Alizé Cornet         | 6-4, 6-0      |
| 3.  | 22 de octubre de 2016    | Luxemburgo    | Dura (i)   | Petra Kvitová        | 6-4, 6-0      |

#### Finalista (5)
| N.º | Fecha                    | Torneo     | Superficie | Oponente en la final | Resultado     |
| --- | ------------------------ | ---------- | ---------- | -------------------- | ------------- |
| 1.  | 23 de octubre de 2011    | Luxeburgo  | Dura (i)   | Victoria Azarenka    | 2-6, 2-6      |
| 2.  | 21 de octubre de 2012    | Luxeburgo  | Dura (i)   | Venus Williams       | 2-6, 3-6      |
| 3.  | 15 de junio de 2015      | Nottingham | Hierba     | Ana Konjuh           | 6-1, 4-6, 2-6 |
| 4.  | 25 de septiembre de 2016 | Seúl       | Dura       | Lara Arruabarrena    | 0-6, 6-2, 0-6 |
| 5.  | 14 de enero de 2017      | Hobart     | Dura       | Elise Mertens        | 3-6, 1-6      |

### Dobles (12)
| Leyenda                                        |
| ---------------------------------------------- |
| Grand Slam (0)                                 |
| Juegos Olímpicos (0)                           |
| WTA Finas (0)                                  |
| WTA Elite Trophy (0)                           |
| Tier I, P. Mandatory & Premier 5, WTA 1000 (0) |
| Tier II, Premier, WTA 500 (3)                  |
| Tier III & IV, International, WTA 250 (9)      |

| N.º | Fecha                | Torneo      | Superficie    | Pareja             | Oponentes en la final                | Resultado              |
| --- | -------------------- | ----------- | ------------- | ------------------ | ------------------------------------ | ---------------------- |
| 1.  | 19 de julio de 2009  | Budapest    | Tierra batida | Alisa Kleybanova   | Alona Bondarenko Kateryna Bondarenko | 6-4, 7-6(5)            |
| 2.  | 14 de enero de 2012  | Hobart      | Dura          | Irina-Camelia Begu | Chia-Jung Chuang Marina Erakovic     | 6-7(4), 7-6(4), [10-5] |
| 3.  | 3 de enero de 2014   | Shenzhen    | Dura          | Klára Zakopalová   | Liudmila Kichenok Nadia Kichenok     | 6-3, 6-4               |
| 4.  | 10 de enero de 2014  | Hobart      | Dura          | Klára Zakopalová   | Lisa Raymond Shuai Zhang             | 6-2, 6-7(5), [10-8]    |
| 5.  | 9 de enero de 2016   | Shenzhen    | Dura          | Vania King         | Xu Yifan Saisai Zheng                | 6-1, 6-4               |
| 6.  | 23 de julio de 2016  | Washington  | Dura          | Yanina Wickmayer   | Shuko Aoyama Risa Ozaki              | 6-4, 6-3               |
| 7.  | 27 de agosto de 2016 | New Haven   | Dura          | Sania Mirza        | Kateryna Bondarenko Chia-Jung Chuang | 7-5, 6-4               |
| 8.  | 16 de abril de 2017  | Biel        | Dura (i)      | Su-Wei Hsieh       | Timea Bacsinszky Martina Hingis      | 5-7, 6-3, [10-7]       |
| 9.  | 3 de febrero de 2019 | Hua Hin     | Dura          | Irina-Camelia Begu | Anna Blinkova Yafan Wang             | 2-6, 6-1, [12-10]      |
| 10. | 2 de octubre de 2021 | Astaná      | Dura (i)      | Anna-Lena Friedsam | Angelina Gabueva Anastasia Zakharova | 6-2, 4-6, [10-5]       |
| 11. | 25 de mayo de 2024   | Estrasburgo | Tierra batida | Cristina Bucșa     | Asia Muhammad Aldila Sutjiadi        | 3-6, 6-4, [10-6]       |
| 12. | 24 de agosto de 2024 | Monterrey   | Dura          | Guo Hanyu          | Giuliana Olmos Alexandra Panova      | 3-6, 6-3, [10-4]       |

#### Finalista (24)
| N.º | Fecha                    | Torneo      | Superficie    | Pareja              | Oponentes en la final                   | Resultado           |
| --- | ------------------------ | ----------- | ------------- | ------------------- | --------------------------------------- | ------------------- |
| 1.  | 17 de agosto de 2008     | New Haven   | Dura          | Sorana Cîrstea      | Květa Peschke Lisa Raymond              | 6-4, 5-7, [7-10]    |
| 2.  | 2 de agosto de 2009      | Stanford    | Dura          | Yung-Jan Chan       | Serena Williams Venus Williams          | 1-6, 4-6            |
| 3.  | 16 de enero de 2010      | Hobart      | Dura          | Yung-Jan Chan       | Květa Peschke Chia-Jung Chuang          | 6-3, 3-6, [7-10]    |
| 4.  | 18 de julio de 2010      | Praga       | Tierra batida | Ágnes Szávay        | Timea Bacsinszky Tathiana Garbin        | 5-7, 6-7(4)         |
| 5.  | 23 de julio de 2011      | Bakú        | Dura          | Galina Voskoboeva   | Mariya Koryttseva Tatiana Poutchek      | 3-6, 6-1, [8-10]    |
| 6.  | 22 de septiembre de 2012 | Guangzhou   | Dura          | Jarmila Gajdosova   | Tamarine Tanasugarn Shuai Zhang         | 6-2, 2-6. [8-10]    |
| 7.  | 21 de octubre de 2012    | Luxemburgo  | Dura (i)      | Irina-Camelia Begu  | Andrea Hlaváčková Lucie Hradecká        | 3-6, 4-6            |
| 8.  | 13 de abril de 2014      | Katowice    | Tierra batida | Klára Koukalová     | Yulia Beiguelzimer Olga Savchuk         | 6-4, 5-7, [10-7]    |
| 9.  | 17 de enero de 2015      | Hobart      | Dura          | Vitalia Diachenko   | Kiki Bertens Johanna Larsson            | 5-7, 3-6            |
| 10. | 3 de octubre de 2015     | Wuhan       | Dura          | Irina-Camelia Begu  | Martina Hingis Sania Mirza              | 2-6, 3-6            |
| 11. | 23 de octubre de 2015    | Moscú       | Dura (i)      | Irina-Camelia Begu  | Daria Kasátkina Yelena Vesnina          | 3-6, 7-6(7), [5-10] |
| 12. | 31 de julio de 2016      | Montreal    | Dura          | Simona Halep        | Yekaterina Makarova Yelena Vesnina      | 3-6, 6-7(5)         |
| 13. | 22 de octubre de 2016    | Luxemburgo  | Dura (i)      | Patricia Maria Țig  | Kiki Bertens Johanna Larsson            | 6-4, 5-7, [9-11]    |
| 14. | 15 de julio de 2017      | Wimbledon   | Hierba        | Hao-Ching Chan      | Yekaterina Makarova Yelena Vesnina      | 0-6, 0-6            |
| 15. | 19 de agosto de 2017     | Cincinnati  | Dura          | Su-Wei Hsieh        | Yung-Jan Chan Martina Hingis            | 6-4, 4-6, [7-10]    |
| 16. | 23 de agosto de 2019     | Nueva York  | Dura          | Margarita Gasparyan | Darija Jurak María José Martínez        | 5-7, 6-2, [7-10]    |
| 17. | 16 de agosto de 2020     | Praga       | Tierra batida | Ioana Raluca Olaru  | Lucie Hradecká Kristýna Plíšková        | 2-6, 2-6            |
| 18. | 5 de marzo de 2021       | Doha        | Dura          | Jeļena Ostapenko    | Nicole Melichar Demi Schuurs            | 2-6, 6-2, [8-10]    |
| 19. | 20 de mayo de 2022       | Rabat       | Tierra batida | Alexandra Panova    | Eri Hozumi Makoto Ninomiya              | 7-6(7), 3-6, [8-10] |
| 20. | 12 de junio de 2022      | Nottingham  | Hierba        | Caroline Dolehide   | Beatriz Haddad Maia Shuai Zhang         | 6-7(2), 3-6         |
| 21. | 2 de julio de 2023       | Bad Homburg | Hierba        | Eri Hozumi          | Ingrid Gamarra Martins Lidziya Marozava | 0-6, 6-7(3)         |
| 22. | 5 de agosto de 2023      | Washington  | Dura          | Alexa Guarachi      | Laura Siegemund Vera Zvonareva          | 4-6, 4-6            |
| 23. | 20 de octubre de 2024    | Osaka       | Dura          | Cristina Bucșa      | Ena Shibahara Laura Siegemund           | 6-3, 2-6, [2-10]    |
| 24. | 11 de enero de 2025      | Hobart      | Dura          | Fanny Stollár       | Xinyu Jiang Fang-Hsien Wu               | 1-6, 6-7(6)         |